# واردینه خانازاتیان
واردینه خانازاتیان (ارمنی: Վարդինե Խանզատյան؛ زادهٔ ۱۱ ژوئن ۱۹۸۹) بازیکن فوتبال در پست هافبک اهل ارمنستان است.

## تیم ملی
وی همچنین در تیم ملی فوتبال زنان ارمنستان بازی کرده‌است. خانازاتیان نخستین بازی ملی خود در چهارچوب مقدماتی جام جهانی فوتبال زنان ۲۰۱۱ در تاریخ ۱۹ سپتامبر ۲۰۰۹ در ایروان در مقابل فنلاند انجام داده‌است.